# Guglielmo Romiti
Guglielmo Romiti (Pisa, 6 gennaio 1850 – Carrara, 26 febbraio 1936) è stato un medico e anatomista italiano.

## Biografia
Guglielmo Romiti si laureò giovanissimo all'Università di Firenze e, dopo un breve periodo trascorso come medico condotto a Montecatini, vinse a Firenze una borsa di studio all’estero dove ebbe modo di frequentare i laboratori biologici di Vienna, di Strasburgo e di Berlino, sotto la guida di celebri maestri come il Kolliker e Guglielmo Waldeyer.
Nel 1870, in occasione della guerra franco-prussiana, andò come volontario in Francia al seguito di Giuseppe Garibaldi, partecipando alla campagna dei Vosgi ed alla presa di Digione e meritandosi una medaglia dal governo francese. Rientrato in Italia, a 27 anni iniziò la carriera di professore universitario di anatomia a Siena dove rimase per quasi dieci anni (1877-1886).
Durante la sua permanenza a Siena il professor Romiti dette un notevolissimo incremento all’Istituto anatomico di quella città,ed ebbe come suoi collaboratori tra gli altri, Giulio Chiarugi, Dante Bertelli e Giulio Valenti.
A Siena Romiti fu fra i fondatori dell’Archivio italiano di anatomia ed embriologia.
Nel 1886 Guglielmo Romiti fu chiamato alla cattedra di Anatomia umana dell'Università di Pisa dove rimase fino al 1926. A Pisa compilò il  Trattato di Anatomia dell'uomo (Vallardi-1890-Milano), in cui la materia era "svolta compiutamente" secondo i" metodi moderni",cioè dando valore non solo alla parte macroscopica ma anche all' anatomia microscopica ed alla embriogenesi di organi e tessuti. A questi stessi canoni si ispirò,in seguito,anche il suo allievo Giulio Chiarugi nel compilare il proprio famoso trattato Istituzioni di anatomia dell'uomo.
Tra gli studi maggiori di Romiti si ricordano le osservazioni sullo sviluppo dell’uovo dei Batraciani, sulla struttura e sviluppo della placenta e dell’ovaia, le ricerche sui condotti di Wolff, sull’origine della corda dorsale, sul canale cranio-faringeo e sulla tasca di Ratchke. Degna di nota anche la pubblicazione pubblicata nel 1881 sullo sviluppo e le varietà dell’osso occipitale.
Romiti fu anche autore di alcuni scritti filosofico-scientifici tra i quali si annoverano Il concetto della vita, e L’origine e la continuità della vita.

## Pubblicazioni maggiori
- Trattato di Anatomia dell'uomo(Vallardi-1890-Milano),con riedizioni successive sino al 1932.
- Di alcune varietà ossee Romiti G. Annali universali di medicina e chirurgia, Volume 256, Fascicolo 6 (giu, 1881), p. 524, su emeroteca.braidense.it.
- Lo sviluppo e le varietà dell'osso occipitale nell'uomo Romiti G. Annali universali di medicina e chirurgia, Volume 262, Fascicolo 7 (lug, 1882), p. 51, su emeroteca.braidense.it.
- Ossa interparietali umane Romiti G. Annali universali di medicina e chirurgia, Volume 256, Fascicolo 6 (giu, 1881), p. 525, su emeroteca.braidense.it.
- Cranj e cervelli di suicidj Romiti Annali universali di medicina e chirurgia, Volume 279, Fascicolo 10 (ott, 1886), p. 242, su emeroteca.braidense.it.
- Notizie anatomiche Romiti G. Annali universali di medicina e chirurgia, Volume 270, Fascicolo 9 (set, 1884), p. 212, su emeroteca.braidense.it.
- Contributo alla conoscenza della fossetta occipitale media nel suo rapporto col verme inferiore e colle funzioni psichiche Romiti G. Annali universali di medicina e chirurgia, Volume 266, Fascicolo 8 (ago, 1883), p. 91, su emeroteca.braidense.it.
- Di una rara arteria aberrante nel braccio Romiti G. Annali universali di medicina e chirurgia, Volume 270, Fascicolo 9 (set, 1884), p. 229, su emeroteca.braidense.it.
- Di una rara arteria aberrante nel braccio Romiti G. Annali universali di medicina e chirurgia, Volume 266, Fascicolo 8 (ago, 1883), p. 93, su emeroteca.braidense.it.
- Di una rarissima varietà delle ossa nasali, e di alcune varietà nervose e muscolari Romiti G. Annali universali di medicina e chirurgia, Volume 266, Fascicolo 8 (ago, 1883), p. 92, su emeroteca.braidense.it.
- Il merito anatomico di Girolamo Fabrizi D'Acquapendente Romiti G. Annali universali di medicina e chirurgia, Volume 266, Fascicolo 8 (ago, 1883), p. 84, su emeroteca.braidense.it.
- La cartilagine della piega semilunare ed il pelliciajo nel negro Romiti G. Annali universali di medicina e chirurgia, Volume 277, Fascicolo 2 (feb, 1886), p. 90, su emeroteca.braidense.it.
- Nuove osservazioni sul processo e canale sopracondiloideo, ecc. Romiti G. Annali universali di medicina e chirurgia, Volume 270, Fascicolo 9 (set, 1884), p. 222, su emeroteca.braidense.it.
- Un'osservazione di terzo condilo occipitale nell'uomo e considerazioni relative Romiti G. Annali universali di medicina e chirurgia, Volume 277, Fascicolo 2 (feb, 1886), p. 94, su emeroteca.braidense.it.
- Catalogo ragionato del Museo anatomico della R. Università di Siena. (Parte 1ª Osteologia e Sindesmologia) Romiti G. e Lachi P. Annali universali di medicina e chirurgia, Volume 266, Fascicolo 8 (ago, 1883), p. 85, su emeroteca.braidense.it.
- Della gravidanza extra-uterina. - Opuscolo Romiti Annali universali di medicina e chirurgia, Volume 234, Fascicolo 701 (nov, 1875), p. 322, su emeroteca.braidense.it.
- Della struttura e sviluppo dell'ovaja Romiti Annali universali di medicina, Volume 227, Fascicolo 679 (gen, 1874), p. 163, su emeroteca.braidense.it.
- Osservazioni di clinica ostetrica Romiti Annali universali di medicina e chirurgia, Volume 234, Fascicolo 701 (nov, 1875), p. 340, su emeroteca.braidense.it.